# 米蘭達市 (塔奇拉州)

米蘭達市（西班牙語：Municipio Francisco de Miranda），是委內瑞拉的一個市，位於該國西南部塔奇拉州，首府設於聖何塞德玻利瓦爾，面積262平方公里，海拔高度2,550公尺，2011年人口4,127，人口密度每平方公里15.75人。